# Hillary Hurley
Hillary Hurley (ur. 7 listopada 1989 w Redding) – amerykańska siatkarka, grająca na pozycji przyjmującej. Od sezonu 2019/2020 jest zawodniczką Energi MKS Kalisz.
Jej mężem jest australijski trener Jastrzębskiego Węgla Luke Reynolds.

## Sukcesy klubowe
Puchar Szwecji:
- 2014

Mistrzostwo Szwecji:
- 2014

Mistrzostwo Portoryko:
- 2015

Premier League Invitational Cup:
- 2017, 2018

Premier League Grand Prix Conference:
- 2018
- 2017

Premier League All-Filipino Conference:
- 2017, 2018